# Stazzano
Stazzano là một đô thị ở tỉnh Alessandria trong vùng Piedmont của Italia, có vị trí cách khoảng 100 km về phía đông nam của Torino và khoảng 30 km về phía đông nam của Alessandria. Tại thời điểm ngày 31 tháng 12 năm 2004, đô thị này có dân số 2.168 người và diện tích là 17,8 km².
Đô thị Stazzano có các frazioni (các đơn vị cấp dưới, chủ yếu là các làng) Vargo and Albarasca.
Stazzano giáp các đô thị: Borghetto di Borbera, Cassano Spinola, Sardigliano, Serravalle Scrivia, và Vignole Borbera.